# Taka Takata
Taka Takata ist eine belgische Funny-Comicserie um einen japanischen Soldaten.

## Inhalt
Taka Takata ist ein sympathischer Marineflieger der japanischen Armee in der heutigen Zeit. Ständig passieren unerklärliche Dinge, die Soldaten werden mit Wunderwesen oder abenteuerlichen Maschinen konfrontiert. Der Oberst fordert eine hohe Leistung ein, während Taka Takata eher freundlich und gemütlich ist.

## Veröffentlichung
Die Funny-Comics erschienen 1965 bis 1980 im Comicmagazin Tintin. Ab 1969 erschienen Albenausgaben der Geschichten beim Verlag Le Lombard, Dargaud sowie im Selbstverlag.
In Deutschland erschienen einige Episoden 1972 im Magazin Zack und 1974 im Taschenbuch Zack Parade, sowie in #67 des 'neuen' ZACKs (1/2005).